# 符道昭
符道昭（？—908年），唐代淮西蔡州（治今河南省汝南县）人，五代时后梁将领。
符道昭性格强势聪敏、勇敢果断。开始是蔡州割据者秦宗权部将，被秦宗权信任，用为心腹，被任命监督诸军，后为骑将。秦宗权败死，依附风翔李茂贞，成为李茂贞的养子，改名李继远。官至巴州刺史。朱温攻李茂贞，符道昭抗击屡败，归降後梁，授鄜州右司马。天复三年（903年）朱温上表奏请唐昭宗以符道昭为同平章事，充任天雄节度使，派遣军队护送往秦州赴任；没能到达而返回。朱温诛杀魏博牙兵，魏博将校在外之人都反叛，符道昭协助李周彝与寇彦卿击破魏州牙军残余及兵乱。擒杀左行迁、史仁遇以下四万余人。符道昭作为将领勇猛但是少有谋略。每次作战先发多败。开平元年（907年），朱温受禅称帝后，命符道昭与康怀英等攻潞州（今山西省长治市），筑夹城围攻，经年不克。开平二年（908年）李存勖发援军，攻破夹城，后梁军大败，五月初一，符道昭于军中被晋军所杀。

## 延伸阅读
[在维基数据编辑]
 《新五代史·卷21》，出自歐陽修《新五代史》